# Stepenitz-, Radegast- und Maurinetal mit Zuflüssen
Stepenitz-, Radegast- und Maurinetal mit Zuflüssen este o arie protejată (arie specială de conservare — SAC, sit de importanță comunitară — SCI) din Germania întinsă pe o suprafață de 1.449 ha, integral pe uscat.

## Localizare
Centrul sitului Stepenitz-, Radegast- und Maurinetal mit Zuflüssen este situat la coordonatele 53°52′34″N 11°01′27″E / 53.8761°N 11.0242°E.

## Înființare
Situl Stepenitz-, Radegast- und Maurinetal mit Zuflüssen a fost declarat sit de importanță comunitară în decembrie 1999 pentru a proteja 1 specie de plante și 13 specii de animale. Situl a fost protejat și ca arie specială de conservare în august 2016.

## Biodiversitate
Situată în ecoregiunea continentală, aria protejată conține 9 habitate naturale: Pășuni atlantice udate de apa mării (Glauco-Puccinellietalia maritimae), Ape puternic oligomezotrofe cu vegetație bentonică cu Chara spp., Lacuri eutrofice naturale cu vegetație de tip Magnopotamion sau Hydrocharition, Cursuri de apă de la nivel de câmpie la nivel montan, cu vegetație Ranunculion fluitantis și Callitricho-Batrachion, Pajiști cu Molinia pe soluri calcaroase, turboase sau argilos-nămoloase (Molinion caeruleae), Mlaștini alcaline, Păduri de fag Asperulo-Fagetum, Păduri pe pante, grohotișuri și ravene de Tilio-Acerion, Păduri aluvionare cu Alnus glutinosa și Fraxinus excelsior (Alno-Padion, Alnion incanae, Salicion albae).
La baza desemnării sitului se află mai multe specii protejate:
- plante (1): moșișoare (Liparis loeselii)
- amfibieni (2): buhai de baltă cu burta roșie (Bombina bombina), triton cu creastă (Triturus cristatus)
- mamifere (1): vidră de râu (Lutra lutra)
- nevertebrate (5): Anisus vorticulus, Unio crassus, Vertigo angustior, Vertigo geyeri, Vertigo moulinsiana
- pești (5): zvârluga (Cobitis taenia), zglăvoacă (Cottus gobio), Lampetra fluviatilis, cicar (Lampetra planeri), țipar (Misgurnus fossilis)